# 輸出リンパ管
輸出リンパ管（ゆしゅつリンパかん、英: efferent lymphatic vessel）はリンパ節髄質のリンパ洞から始まるリンパ管である。
輸出リンパ管は胸腺や脾臓でも認められる。輸出リンパ管は輸入リンパ管(en)と比較され、輸入リンパ管はリンパ節のみで認められる。